# 安徽国金公司
安徽省国有金融资本投资管理有限公司（英文：ANHUI STATE-OWNED FINANCIAL CAPITAL INVESTMENT MANAGEMENT CO.,LTD，简称安徽国金、国金公司），成立于2022年6月，是由安徽省财政厅出资设立的安徽省属金融企业。主营业务包括投资基金建设、国有资产运营以及商业咨询、项目管理、企业调查、政策研究等咨询业务，注册资本500亿元。

## 直属公司
- 财金投资公司
- 财金资本公司（筹）
- 财金资产公司（筹）
- 财金咨询公司（筹）[4]